# Sarah Gilman
Sarah Gilman (Los Angeles, 18 gennaio 1996) è un'attrice statunitense, conosciuta soprattutto per il ruolo di Delia Delfano nella serie Disney Channel Non sono stato io. Ha avuto anche un ruolo nella serie Marvin Marvin.

## Biografia
La sua carriera d'attrice inizia a teatro, interpretando ruoli in alcuni musical tra cui Narnia, Sei un brav'uomo Charlie Brown. Nel 2011 ottiene un ruolo nel film Hold for Laughs, dove interpreta una ragazza di 13 anni presa di mira dai bulli. Tra le sue ultime apparizioni in televisione, come ospite abbiamo Marvin Marvine Up All Night, nel 2013 ha avuto anche un ruolo ricorrente nella serie L'uomo di casa.
Il 18 giugno 2013 è stata annunciata la sua partecipazione nella serie Disney Channel Non sono stato io nel ruolo di Delia Delfano.
È una ragazza molto sportiva, ha praticato molti sport a scuola: pallavolo, calcio, pallacanestro, pallanuoto. Il 1º giugno 2014 si è diplomata al Liceo.

## Filmografia

### Cinema
- Daphne & Velma - Il mistero della Ridge Valley High (Daphne & Velma), regia di Suzi Yoonessi (2018)

### Televisione
- Up All Night – serie TV, episodio 1x20 (2012)
- L'uomo di casa (Last Man Standing) – serie TV, 9 episodi (2012-2016)
- Marvin Marvin – serie TV, episodio 1x08 (2013)
- Non sono stato io (I Didn't Do It) – serie TV, 39 episodi (2014-2015)
- Jessie – serie TV, episodio 4x18 (2015)
- Foursome – serie TV, 10 episodi (2018)
- Ryan Hansen Solves Crimes on Television – serie TV, episodio 2x02 (2019)
- CSI: Vegas – serie TV, 21 episodi (2021-2024)

## Doppiatrici italiane
Nelle versioni in italiano dei suoi film e serie televisive, Sarah Gilman è stata doppiata da:
- Joy Saltarelli in Daphne & Velma
- Vanessa Lonardelli in Non sono stato io
- Benedetta Ponticelli in CSI: Vegas